# Bolu
Bolu là một thành phố tỉnh lỵ (merkez ilçesi) thuộc tỉnh Bolu, Thổ Nhĩ Kỳ. Thành phố có diện tích 1524 km² và dân số thời điểm năm 2007 là 156498 người, mật độ 103 người/km².

## Khí hậu
Bolu có khí hậu đại dương theo phân loại khí hậu của Köppen (Cfb) lạnh và mùa đông thỉnh thoảng có tuyết và mùa hè rất ấm.
| Dữ liệu khí hậu của Bolu                         | Dữ liệu khí hậu của Bolu | Dữ liệu khí hậu của Bolu | Dữ liệu khí hậu của Bolu | Dữ liệu khí hậu của Bolu | Dữ liệu khí hậu của Bolu | Dữ liệu khí hậu của Bolu | Dữ liệu khí hậu của Bolu | Dữ liệu khí hậu của Bolu | Dữ liệu khí hậu của Bolu | Dữ liệu khí hậu của Bolu | Dữ liệu khí hậu của Bolu | Dữ liệu khí hậu của Bolu | Dữ liệu khí hậu của Bolu |
| Tháng                                            | 1                        | 2                        | 3                        | 4                        | 5                        | 6                        | 7                        | 8                        | 9                        | 10                       | 11                       | 12                       | Năm                      |
| ------------------------------------------------ | ------------------------ | ------------------------ | ------------------------ | ------------------------ | ------------------------ | ------------------------ | ------------------------ | ------------------------ | ------------------------ | ------------------------ | ------------------------ | ------------------------ | ------------------------ |
| Cao kỉ lục °C (°F)                               | 19.8 (67.6)              | 20.8 (69.4)              | 28.0 (82.4)              | 31.8 (89.2)              | 32.8 (91.0)              | 37.0 (98.6)              | 39.3 (102.7)             | 39.8 (103.6)             | 37.3 (99.1)              | 34.0 (93.2)              | 25.8 (78.4)              | 23.5 (74.3)              | 39.8 (103.6)             |
| Trung bình ngày tối đa °C (°F)                   | 5.5 (41.9)               | 7.2 (45.0)               | 11.3 (52.3)              | 16.7 (62.1)              | 21.4 (70.5)              | 24.8 (76.6)              | 27.4 (81.3)              | 27.9 (82.2)              | 24.3 (75.7)              | 19.1 (66.4)              | 12.9 (55.2)              | 7.3 (45.1)               | 17.2 (62.9)              |
| Tối thiểu trung bình ngày °C (°F)                | −2.8 (27.0)              | −2.2 (28.0)              | 0.1 (32.2)               | 4.1 (39.4)               | 7.7 (45.9)               | 10.7 (51.3)              | 13.0 (55.4)              | 13.2 (55.8)              | 9.9 (49.8)               | 6.6 (43.9)               | 2.0 (35.6)               | −0.7 (30.7)              | 5.1 (41.3)               |
| Thấp kỉ lục °C (°F)                              | −18.8 (−1.8)             | −22.0 (−7.6)             | −17.8 (0.0)              | −10.0 (14.0)             | −2.1 (28.2)              | 2.4 (36.3)               | 4.4 (39.9)               | 4.2 (39.6)               | 0.4 (32.7)               | −4.2 (24.4)              | −12.8 (9.0)              | −22.6 (−8.7)             | −22.6 (−8.7)             |
| Lượng Giáng thủy trung bình mm (inches)          | 58.2 (2.29)              | 45.1 (1.78)              | 49.1 (1.93)              | 50.2 (1.98)              | 59.0 (2.32)              | 49.4 (1.94)              | 33.3 (1.31)              | 27.0 (1.06)              | 26.1 (1.03)              | 45.9 (1.81)              | 48.3 (1.90)              | 60.3 (2.37)              | 551.9 (21.72)            |
| Số ngày mưa trung bình                           | 15.1                     | 14.5                     | 14.8                     | 13.6                     | 13.4                     | 11.5                     | 6.8                      | 6.4                      | 7.5                      | 10.5                     | 12.2                     | 15.7                     | 142                      |
| Số giờ nắng trung bình tháng                     | 62                       | 78.4                     | 124                      | 159                      | 217                      | 252                      | 275.9                    | 266.6                    | 204                      | 142.6                    | 96                       | 58.9                     | 1.936,4                  |
| Nguồn: Devlet Meteoroloji İşleri Genel Müdürlüğü |                          |                          |                          |                          |                          |                          |                          |                          |                          |                          |                          |                          |                          |